# Serve di Gesù Sacramentato (Buenos Aires)
Le Serve di Gesù Sacramentato (in spagnolo Siervas de Jesús Sacramentado; sigla S.J.S.) sono un istituto religioso femminile di diritto pontificio.

## Storia
La congregazione fu fondata a Buenos Aires da María Benita Arias, che il 9 febbraio 1872 ebbe da Federico Aneiros, arcivescovo del luogo, il permesso di iniziare ad experimentum il nuovo istituto. L'erezione canonica della comunità in congregazione religiosa ebbe luogo il 21 febbraio 1876.
L'istituto ricevette il pontificio decreto di lode il 16 gennaio 1911 e l'approvazione definitiva il 4 aprile 1928.

## Attività e diffusione
Le suore si dedicano all'educazione dell'infanzia e della gioventù, all'assistenza ai malati, alla promozione di corsi di esercizi spirituali.
Oltre che in Argentina, sono presenti in Paraguay, Spagna e Uruguay; la sede generalizia è a Buenos Aires.
Alla fine del 2015 l'istituto contava 55 religiose in 17 case.